# 沙生繁缕
沙生繁缕（学名：Stellaria arenaria）为石竹科繁缕属的植物，为中国的特有植物。分布于中国大陆的甘肃、新疆、西藏、青海等地，生长于海拔2,500米至5,500米的地区，多生长于高山碎石带、山坡草地以及河滩地，目前尚未由人工引种栽培。